# 樋口大輝 (2001年生のサッカー選手)
樋口 大輝（ひぐち だいき、2001年9月10日 - ）は、長野県出身のプロサッカー選手。Jリーグ・松本山雅FC所属。ポジションはディフェンダー(DF)。

## 来歴
松本山雅FC U-18出身。
専修大学在学中の2023年4月に松本山雅FCの2024年からの加入と2023年シーズンの松本山雅FCの特別指定選手として選手登録された。
2023年7月8日、J3リーグ第17節のFC琉球戦でJリーグデビューを果たした。
2024年、前年から監督に就任した霜田正浩のもと2月26日のテゲバジャーロ宮崎戦で左サイドバックとして開幕スタメンに抜擢され、前半15分にCKのこぼれ球を押し込みプロ初ゴールを記録した。
この年はリーグ戦33試合の出場でサイドバックながら6ゴールを記録し、12月7日に行われたJ2昇格プレーオフ決勝のカターレ富山戦でも追加点となるゴールを決めた。

## 所属クラブ
- アンテロープ塩尻ジュニア[2]
- アンテロープ塩尻Jｒユース[2]
- 松本山雅FC U-18[2]
- 専修大学
  - 2023年4月 - 12月 松本山雅FC（特別指定）
- 2024年 -  松本山雅FC

## 個人成績
| 国内大会個人成績 | 国内大会個人成績 | 国内大会個人成績 | 国内大会個人成績 | 国内大会個人成績 | 国内大会個人成績 | 国内大会個人成績 | 国内大会個人成績 | 国内大会個人成績 | 国内大会個人成績 | 国内大会個人成績 | 国内大会個人成績 |
| 年度             | クラブ           | 背番号           | リーグ           | リーグ戦         | リーグ戦         | リーグ杯         | リーグ杯         | オープン杯       | オープン杯       | 期間通算         | 期間通算         |
| 年度             | クラブ           | 背番号           | リーグ           | 出場             | 得点             | 出場             | 得点             | 出場             | 得点             | 出場             | 得点             |
| 日本             | 日本             | 日本             | 日本             | リーグ戦         | リーグ戦         | リーグ杯         | リーグ杯         | 天皇杯           | 天皇杯           | 期間通算         | 期間通算         |
| ---------------- | ---------------- | ---------------- | ---------------- | ---------------- | ---------------- | ---------------- | ---------------- | ---------------- | ---------------- | ---------------- | ---------------- |
| 2023             | 松本             | 40               | J3               | 4                | 0                | -                | -                | -                | -                | 4                | 0                |
| 2024             | 松本             | 40               | J3               | 33               | 6                | 2                | 0                | -                | -                | 35               | 6                |
| 通算             | 日本             | 日本             | J3               | 37               | 6                | 2                | 0                | -                | -                | 39               | 6                |
| 総通算           | 総通算           | 総通算           | 総通算           | 37               | 6                | 2                | 0                | -                | -                | 39               | 6                |

- 2023年は特別指定選手。

出場歴
- Jリーグ初出場：2023年7月8日 J3第17節 FC琉球戦（タピック県総ひやごんスタジアム）
- Jリーグ初得点：2024年2月25日 J3第1節 テゲバジャーロ宮崎戦（いちご宮崎新富サッカー場）